# Таранаки (вулкан)
Таранаки — вулкан с правильной конусоподобной формой на западе Северного острова Новой Зеландии высотой 2518 метров. Находится на территории одноименного региона. Также известен под названием Гора Эгмонт (англ. Egmont Mount). Из-за внешнего сходства с горой Фудзи, вулкан Таранаки выступил в качестве фона в фильме Последний самурай.
Вулкан Таранаки доминирует в ландшафте национального парка Эгмонт. Согласно энциклопедическому словарю Брокгауза и Ефрона, сперва, 13 января 1770 года, именем Эгмонт был назван Джеймсом Куком сам вулкан (в честь графа Эгмонта), но позднее название распространилось на весь парк, который включает в себя также остатки двух других вулканов: Кайтаке и Пуакай.